# David Gross (Unihockeyspieler)
David Gross (* 1996) ist ein Schweizer Unihockeyspieler, der beim Nationalliga-A-Verein UHC Waldkirch-St. Gallen unter Vertrag steht.